# 태권도

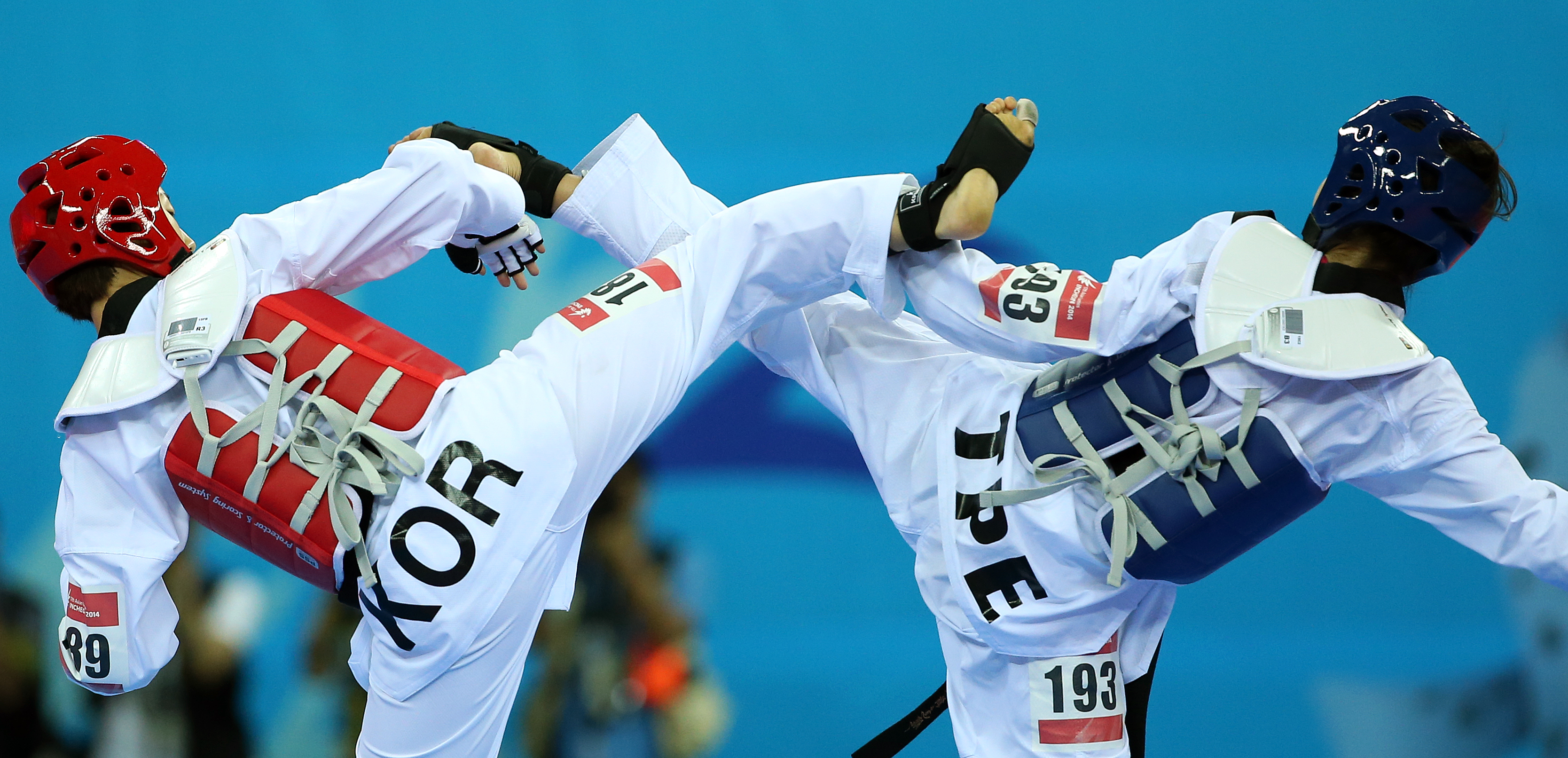
2014년 아시안 게임 태권도 경기 모습

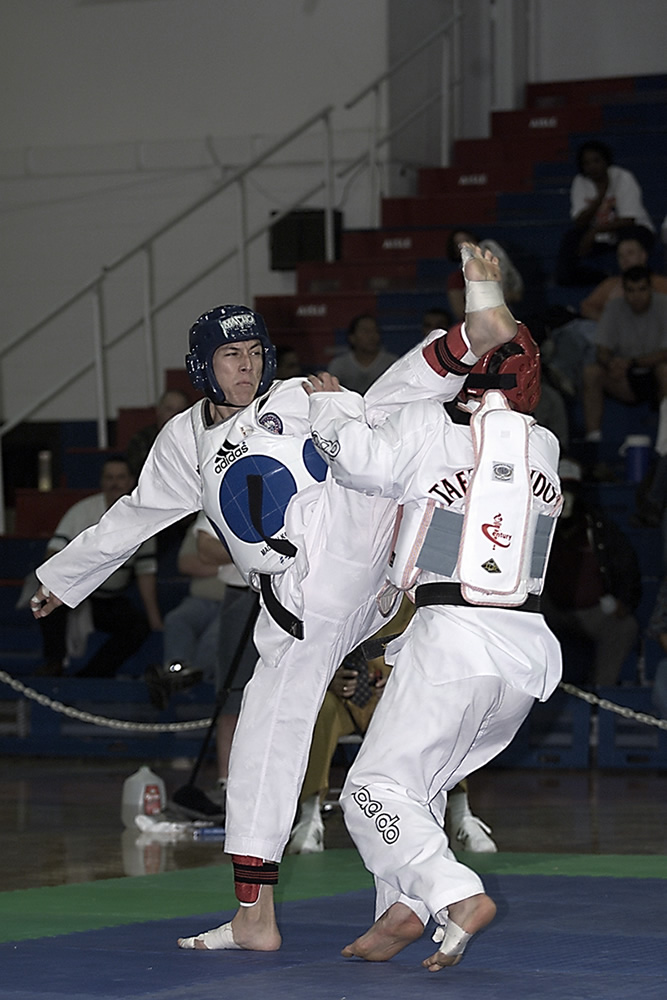
태권도 경기의 모습.

태권도(跆拳道)는 맨손 방어와 발차기 기술이 특징인 무술로, 20세기 후반 공수도 수련인 등을 필두로 대한민국에서 형성되고 발전하였다. 오늘날 태권도는 「태권도 진흥 및 태권도공원 조성 등에 관한 법률」에 따른 대한민국의 국기(國技)이자 「전통무예진흥법」에 따른 전통무예로 지정되어 있다. 무예스포츠로서의 태권도는 1988년 하계 올림픽에서 시범 종목으로, 2000년 하계 올림픽부터 정식 종목으로 채택되었다.

## 역사
1945년 광복을 전후해 대한민국에 여러 개의 무술 도장이 생기게 된다. 그 중 소위 '5대관'(청도관, 송무관, 무덕관, 지도관, 창무관)이 가장 유명하였는데, 이 도장들이 분화하여 생긴 9개관이 1960년대에 합쳐져서 현대 태권도의 모체가 된다.
특히 영향력이 강했던 도장은 청도관과 무덕관으로, 최초의 태권도장인 청도관은 이원국에 의해 설립되었다. 일본으로 유학을 가 대학을 다니면서 근대 가라테의 아버지 후나코시 기친에게 송도관 가라테를 배웠다. 본인은 오키나와 무술로도 생각한듯. 중국에서는 쿵푸를 수련했다는 말도 있다. 다만 도장의 수련 스타일은 가라테 도장이었다. 이후 이원국은 본인을 한국 태권도 창시주로 지칭하기도 했다.
당시 최대의 태권도장이던 무덕관(1953년과 1970년 사이에 전체 태권도 수련자의 약 75%가 무덕관에서 배웠다)은 황기에 의해서 설립됐는데, 그는 어릴 때 택견을 배우고 중국에서 태극권과 쿵푸를 배웠다고 전한다. (다만 자료 부족으로 그의 경력이 의심받기도 한다. 그리고 장단출신인 황기가 서울 무술인 택견을 실제로 알고있는지도 의문이며 나중가서는 택견은 형이 없어 무술도 아니라는식으로 비판한적이 있다.) 가라테는 직접 배운 적은 없고 책을 읽은 적은 있다. 황기는 전통무예에 관심이 많아 당수도로 시작했던 도장 명칭을 이후 화수도, 수박도 등으로 바꾸고 본인 주장대로라면 전통무예 수박에 영감을 얻어 본인의 창작무술 수박도를 창안하기도 하나, 태권도 통합 과정에 가장 소극적인 편이라 제자들과도 불화를 겪다 결국 무덕관에서 제명당하고 만다.
나머지 도장들도 주로 가라테 베이스 도장이 많았다.
한편 군 장성이었던 최홍희는 민간도장과는 연이 없었으나, 청도관 출신 인사들이 많던 군대내 도장 오도관을 창립하고 초대관장이 된다. 그는 어려서 택견을 배웠다는 말도 있고, 일본 중앙대학을 다니면서 가라테를 배운 뒤, 군에서 복무하며 군대격투기로 가라테를 지도하였다. 1954년 그의 부대를 시찰한 이승만이 일종의 변형 가라테 시범을 관람한 후 택견으로 착각하였다는 일화가 있다. 최홍희는 택견과 비슷한 단어를 찾다 태권에 도를 합하여 태권도라는 명칭을 창안했다. 1953년 제29보병사단장이 된 그는 부대명을 태권도부대라 명명하고 경례구호도 태권이라 한다.
1959년 처음 대한태권도협회가 만들어졌고, 1966년 국제태권도연맹(ITF)이 만들어져 최홍희가 총재로 취임한다. 1972년 최홍희가 정권과 갈등을 빚다 캐나다로 망명하며 ITF 본거지를 토론토로 옮기자, 대한태권도협회를 중심으로 새로 세계태권도연맹(WTF)을 창립하여 태권도 보급에 나선다. 1973년에는 국기원이 건립되었다. ITF는 북미권에서 인지도를 얻다 1980년대 이후 북한을 비롯한 공산권 국가에 태권도를 중심적으로 보급하며, WTF와 함께 세계 태권도계를 양분하게 된다. 2007년 기준으로 WTF에는 185개국이 회원으로 가입되었고, 약 680여만 명의 유단자가 배출되었으며, ITF에는 2007년 기준으로 102개국이 회원국으로 가입되어 있다.

## 트리비아
- 과거 미국에 태권도를 보급할 때, 어려운 점 중 하나는 미국인들이 영어로 된 태권도 간판을 보고 중국 음식점이라 생각하고, 도장으로 들어 오는 경우가 많았다고 한다. 당시에 동양무술하면 가라테가 전부인 줄 아는 미국사람들은 태권도는 처음 들어 보는 말이었다. 그래서 태권도는 "코리아 가라테", 쿵후는 "차이니즈 가라테"라는 식으로 도장간판을 냈고, 주 체육위원회에서도 가라테로 등록했다. 물론 이후 태권도가 급성장하면서 정식으로 태권도 명칭을 사용했고, 주 체육위원회에서도 가라테에서 독립해서 독자적으로 태권도로 이름을 냈다.

- 코리언 가라데라는 용어는 1970년대에도 찾아볼 수 있다. 특히 미국을 비롯한 독일에서는 생소한 '태권도'란 영어대신 “코리언 가라데”라는 간판을 달고 태권도를 보급했다. 그래야만 유사무도인 한국의 태권도를 알릴 수 있었기 때문이다. 실은 일본 가라데의 해외 보급은 태권도보다 20년 이상 앞서 시작됐다. 뒤늦게 해외로 진출하기 시작한 한인사범들은 어쩔수 없이 태권도라는 용어 대신 코리안 가라데라는 간판을 걸고 태권도를 보급해야 하는 전략을 구사할 수 밖에 없었다.

- 1968년 일본 동경에서 인쇄, 발간된 조시학 씨의 저서인 태권도 문헌도 "코리안 가라데"라는 제목으로 발간되었다. 이 책은 인기리에 판매되었고 1983년에 21쇄가 발간되었다. 조시학씨는 책 서문에서 태권도 대신 코리언 가라데라는 제명을 사용하게 된 이유는 영어권에서는 이미 가라데가 널리 알려져 있었기에 부득이 코리언 가라데라는 명칭을 사용하게 되었다고 말했다.

## 주요 단체

### ITF
국제 태권도 연맹(ITF, The International Taekwon-do Federation)은 최홍희가 1966년에 9개국(미국, 일본, 아르헨티나 등)의 승인을 받아서 서울에서 발족했다. 라이트 콘택트제의 룰이지만, 한국만의 독자적인 무술을 만들기 위해서 3600개의 새로운 기술의 형태와 총 16권의 태권도 백과사전이 만들어졌다. 틀(WTF의 품새에 해당)에는 한국의 역사나 신화의 인물에서 따온 천지(天地), 중근(重根), 세종(世宗), 통일(統一) 등의 이름을 사용하고 있다. 특이점으로 태권도 창시자를 최홍희로 규정하고 있다. 1972년, 설립자인 최홍희가 박정희 정권과의 정치적 대립으로 캐나다로 이주하면서 본부가 캐나다로 옮겨가게 된다. 이후 말레이시아를 시작으로 북미, 남미, 서유럽, 오세아니아 그리고 조선민주주의인민공화국과 러시아, 중화인민공화국을 포함한 여러 공산국가에도 태권도를 보급하였다.

### WT
세계 태권도 연맹 (WT, The World Taekwondo)는 최홍희가 1972년 망명한 이후, 남한에서 1973년 설립되었다. 현재 올림픽의 정식 경기가 되고 있는 것은 이 단체에서 주관한다. 머리와 몸통을 보호하는 보호구를 착용하도록 하는 등 스포츠에 적합화하여, ITF 태권도와의 차별화를 염두에 두고 있다. WT의 품새에는 고려(高麗), 금강(金剛) 등의 명칭이 쓰인다. WT는 ITF와 달리 태권도의 기원을 멀리 잡아 "가깝게는 택견으로, 멀게는 삼국시대의 화랑도와 수박까지 거슬러 올라갈 수 있다."고 주장한다. 다만 이에 대해선 이견이 존재한다. World Taekwondo Federation (WTF)이라는 이름으로 시작하였으나, 영어 약자가 내포할 수 있는 부정적인 뜻을 원천차단하고자 2017년 World Taekwondo (WT)로 이름을 바꾸었다.

### KTA
세계 태권도 연맹(WTF)의 한국지부인 대한 태권도 협회(KTA, The Korea Taekwondo Association)는 1960년에 설립된 대한태권도협회를 기원으로 한다. 1965년 대한태권도협회로 개칭되었다. 2004년 10월 28일 대한민국 문화체육관광부 소관의 사단법인으로 설립허가 되었다.

## 태권도의 기본 기술
세계 태권도 연맹과 국제 태권도 연맹은 약간씩 수련 내용이나 기술 명칭은 달리 하는데, 아래의 내용은 세계 태권도 연맹의 것을 기준으로 한다.
공격과 방어 태세를 갖추는 데 선행되어야 할 기본 기술로 '서기'가 있다. 모아서기·나란히서기·왼서기·오른서기·주춤서기·앞굽이·앞서기·뒷굽이·학다리서기,범서기,겻다리서기,오금서기 등으로 나뉜다.

### 기본 동작
손기술과 발기술이 있다.

#### 손기술
팔과 손을 이용한 공격과 방어에 필요한 기술로 지르기·찌르기·치기·막기 등이 있다.
- 지르기 : 주로 주먹을 사용하는 기술. 힘을 효과적으로 발휘하여 상대편의 목표 부위를 최단 거리로, 가장 강한 힘으로 지르는데, 몸통 지르기,옆 지르기,명치 지르기,ㄷ자 지르기,편 손 끝 지르기, 정권 지르기 등이 있다.
- 찌르기 : 손끝을 사용하여 공격 목표를 찌르는 기술. 편 손 끝 찌르기·엎은 손 끝 찌르기·가위 손 끝 찌르기·한 손 끝 찌르기 등.
- 치기 : 손날치기·등주먹치기·메주먹치기 등이 있다.
- 막기 : 방어를 전제로 하는 기술이다. 아래 막기.몸통 막기(안막기).올려막기(얼굴 막기).옆 막기.한 손날 막기.양 손날 막기 금강막기,외산틀막기(Oesanteulmakgi) 등이 있다.

#### 발차기
뻗어차기, 앞차기, 옆차기, 돌려차기, 반달차기, 뒤차기, 밀어차기, 굴러차기, 앞후려차기, 뒤후려차기, 돌개차기(턴차기), 하단 뒤후리기, 540도 차기, 720도 차기, 900도 차기, 역턴, 외발턴 등이 있다.

### 응용 동작
응용 동작으로는 다음과 같은 것이 있다.
- 품새 : 공격 기술과 방어 기술을 연결시켜 상대 없이도 혼자서 겨루기를 할 수 있게 구성된 연속 동작이다. 기본 기술이 숙달되게 하는 한편, 특수 동작의 연습 및 겨루기의 기술을 향상시킬 수 있다. 품새의 종류는 유급자 품새로 태극 1-8장과 유단자의 고려·금강·태백·평원·십진·지태·천권·한수·일여, 그리고 팔괘 등이 있다.
- 겨루기 : 기본 동작과 품새에서 터득한 공격과 방어 기술을 응용하는 기능을 익히는 방법으로, 겨루기와 맞춰겨루기로 나뉜다.
  - 겨루기 : 자유겨루기의 줄임말로, 기본 기술과 품새에서 익힌 기술로 아무런 약속 없이 상대와 겨루는 방법이다.
  - 맞춰겨루기(약속대련) : 약속된 사항 아래 공격과 방어 기술을 활용하는 방법이며, 세 번겨루기와 한번겨루기등 정해놓고 연습한다.

## 태권도의 수련 방법
형·대련·단련 등 크게 세 가지로 나뉜다.(품새, 겨루기, 격파로 구성)
- 형(품새-용어변경) : 상대방의 공격을 효과적으로 막을 수 있는 동작을 혼자서 연구하는 것.
- 대련(겨루기-용어변경) : 형에서 익힌 것을 바탕으로 실전에 임할 수 있도록 두 사람이 마주 겨루어 보는 것.
- 단련(격파) : 장칼 등 무기를 사용하는 연습 방법이다. 실제 수련에서는 전혀 쓰이지 않는다.(태권도 기술을 이용하여 송판, 벽돌 등 사물을 깨어 부수는 것)

## 태권도 용구와 경기 시설

### 용구
도복은 품 도복, 단 도복, 띠로 구성되는데, 상하의는 백색 목면 천으로 만든다.
태권도에서 띠별 색갈의 의미는 태권도라는 무예를 일정기간 수련하여 태권도의 기술을 습득함으로써 그 수준을 인정해주는 하나의 표식이라 볼 수 있다.
다라서 띠의 색갈만 보더라도 그 사람이 태권도에 대해 얼마나 오랜 시간 동안 수련을 거듭했는지, 실력은 어느 정도인지 가늠할 수 있다.
각 색깔별의 띠는 다음과 같다.
| 띠 색깔                | 급수 | 수련 기간                | 의미                     | 배우는 내용                                                    |
| ---------------------- | ---- | ------------------------ | ------------------------ | -------------------------------------------------------------- |
| □ 흰색                 | 무급 | 처음 입문하고 1개월 이내 | 새출발, 시작, 예의, 존경 | 기본 자세, 예의                                                |
| ■ 노란색               | 10~9 | 2~3                      | 인내                     | 어렵고 힘들더라도 참고 견뎌내는 정신                           |
| ■ 초록색               | 8~7  | 4~5                      | 염치                     | 절대 자만하지 말고 항상 체면을 차리고 부끄러움을 알아기는 정신 |
| ■ 파란색               | 6~5  | 6~7                      | 극기                     | 인내하고는 달리 어렵고 힘든 일을 의지로 억압하여 극복하는 정신 |
| ■ 밤색 ■ 주황          | 4~3  | 8~9                      | 정의                     | 바르고 곧은 마음 올바른 도리                                   |
| ■ 빨간색               | 2~1  | 10~12개월                | 열정                     | 불타는 열정으로 훈련에 매진                                    |
| ■ 검정&빨강(15세 이하) | 품   | 12개월 이상              | 백절불굴                 | 백번을 꺽더라도 굴복하지 않고 바르게 이긴다는 의미             |
| ■ 검정색(15세 이상)    |      |                          | 완성                     | 흰띠가 검게 변하도록 오랜시간 열심히 수련했다는 것을 의미      |

보호구는 대련시에 한해서만 착용한다.

### 경기장
겨루기는 사방 8m의 정사각형, 팔각형, 원형등 있다. 단 어린이 경기에서는 사방 7m이다.
시범대회는 10m의 정사각형 경기장을 사용한다.

## 경기 방법 및 규칙
태권도 시합을 할 경우에는 각각 1명씩 대전하는 개인전과 5명을 1조로 하는 단체전이 있는데, 일정한 규칙 아래 기술을 겨루어 득점제에 따라 승패가 결정된다.

### 경기 종목
경기에 나갈 수 있는 체급으로 분류한다. 개인전은 체급별로 하나, 단체전은 체급에 제한을 두지 않는다.

### 경기 시간
올림픽에서는 2분씩 3회전을 하며, 각 회전 사이에는 30초씩 휴식 시간을 둔다.
대회에 따라 경기 시간을 조정할 수 있으며 1분 30초 경기가 많이 이루어지고 있다.
2008년 하계 올림픽까지는 3분씩 3회전을 하였고, 각 회전 사이에는 1분씩 휴식 시간을 뒀었다.

### 득점
주먹 공격 1점 몸통 2점 회전기술은 4점, 얼굴 3점, 얼굴 회전기술은 5점, 강한 타격으로 인한 상대 선수상태에 따라 카운터가 들어가면 추가 1점 추가점을 얻는다.
1. 주먹 공격은 완전한 자세로 단일 공격이어야 한다.
2. 발목아래의 부위로 차야 득점이 된다. 단 낭심공격은 경고 1회 또는 감점 1을 얻게된다.
3. 쇄골 위로는 얼굴공격, 호구로 보호되어 몸통 부위에 척추를 뺀 부분이 몸통 득점 부위가 된다.
https://www.koreataekwondo.co.kr/ebook/2025/g_2025.pdf

### 심판
주심 1명, 부심 4명, 배심 1명(국제대회는 2명).

### 판정
상대방의 실격, 경기 포기, 부상, 케이오(KO)로 인한 승리와 더 많은 점수로 얻은 판정승, 상대방의 감점패로 인한 감점승, 경기 우세로 인한 우세승 (12점 이상 차이 시 패배 처리), 주심의 권한으로 선언되는 알에스시(RSC)승이 있다.

### 반칙
경기 중에 비신사적인 행위 또는 아래에 열거된 금지 사항을 범하면 주의·경고·감점 등의 벌칙이 주어진다. 경고없이바로 1점 감점이며, 5점 감점을 당하면 상대 선수에게 승리가 돌아간다.
- 넘어진 상대를 계속 공격할 때.
- 이마로 박치기를 하거나 얼굴을 손 또는 주먹으로 공격했을 때.
- 무릎으로 공격하거나 낭심을 공격했을 때.
- 상대 선수를 붙들어 넘어뜨렸을 때.
- 심판의 '갈려' 선언 이후 고의로 공격했을 때.

## 종목
태권도의 종목에는 품새, 겨루기, 격파가 있으며 품새는 각 등급마다 태극 1장부터 일여까지 존재한다.
- 초급~1급 : 태극 1~8장 품새선:王
- 1품: 고려
- 2품: 금강
- 3품: 태백
- 4품: 평원
- 1단 : 고려/품새선:士
- 2단 : 금강/품새선:山
- 3단 : 태백/품새선:工
- 4단 : 평원/품새선:一
- 5단 : 십진/품새선:十
- 6단 : 지태/품새선:ㅗ (한글모음)
- 7단 : 천권/품새선:ㅜ (한글모음)
- 8단 : 한수/품새선:水
- 9단 : 일여/품새선:卍

또한 격파에는 다음과 같은 종목이 존재한다.
- 초급 : 참나무 송판(대부분의 체육관에서 사용)
- 중급 : 기왓장(체육관에서는 안전상 잘 사용하지 않음)
- 상급 : 대리석, 얼음(올림픽 같은 대규모 행사에서 사용)
- 최상급 : 두께 2cm 철판(안전상 거의 사용하지 않음)

## 새품새
국기원은 아시아태권도연맹(ATU)과 함께 2016년 11월29일 국기원에서 태권도 새품새 10개를 공식 발표하였다.
새품새는 10가지로 청소년 품새인 힘차리,야망,새별,나르샤 4가지 종류와 청장년대 품새인 새아라,어울림 2가지 종류 그리고 중장년 품새인 비각(飛脚), 한솔, 나래, 온누리의 4종으로 발표되었다. 이러한 새품새 개발은 44년만에 태권도 연구소를 위시한 다양한 태권도 전문가가 참여하여 개발한 연구 결과로 아시안게임, 올림픽게임등에서 겨루기 부문뿐만 아니라 품새부문에서도 정식종목 채택을 가능하게 했다는 점에서 시사하는 바가 크다

## 체급 구분 기준(단위:kg)
| 체급       | 초등학교 | 중학교 남자 | 중학교 여자 | 고등 남자 | 고등 여자 |
| ---------- | -------- | ----------- | ----------- | --------- | --------- |
| 핀         | 30 이하  | 41 이하     | 40까지      | 52이하    | 45이하    |
| 플라이     | 30~32    | 41~45       | 40~43       | 52~56     | 45~48     |
| 밴텀       | 32~34    | 45~49       | 43~46       | 56~60     | 48~51     |
| 페더       | 34~36    | 49~53       | 46~49       | 60~64     | 51~54     |
| 라이트     | 36~38    | 53~57       | 49~52       | 64~68     | 54~57     |
| 라이트웰터 | 38~40    | 57~61       | 52~55       | -         | -         |
| 웰터       | 40~43    | 61~65       | 55~58       | 68~72     | 57~60     |
| 라이트미들 | 43~46    | 65~69       | 58~62       | -         | -         |
| 미들       | 46~49    | 69~73       | 62~66       | 72~76     | 60~64     |
| 라이트헤비 | 49~52    | 73~77       | 66~70       | 76~80     | 64~68     |
| 헤비       | 52~55    | +77         | 70          | 80~84     | 68~72     |
| 무제한     | 55 초과  | 79 초과     | 70 초과     | 84초과    | 72초과    |

## 관련 작품

### 영화
- 카츠키 히데유키 감독의 태권도 액션 영화 태권도 다마시 : 리버스(テコンドー魂～REBIRTH～)
- 마르코 베르거 감독의 영화 'TAEKWONDO'
- 프라차야 핀카엡 감독의 더킥
- 남상국 감독의 돌려차기
- 민족과 운명

### 연극
- 점프

### 음악
- 워크 오프 디 어스의 'TAEKWONDO'

## 같이 보기
- 세계 태권도 연맹
- 장애인 태권도
- 태권도원
- 겨루기
- 국기원
- 태보
- 유도
- 씨름
- 택견
- 수박
- 태극권
- 합기도